# Thebes heliga skara
Thebes heliga skara (klassisk grekiska: Ἱερὸς Λόχος) var en militär elittrupp bestående av 300 homosexuella män i Thebe i det forna Grekland.
Truppen bildades omkring 378 f.Kr. av Gorgidas och Pelopidas för att försvara borgen Kadmeia och bestod av stridsvana unga män av fin familj. Kunskapen om den heliga skaran härrör huvudsakligen från historikern Plutarchos från Chaironeia och hans Jämförande levnadsteckningar som troligen bygger på försvunna skrifter av Kallisthenes och Eforos.

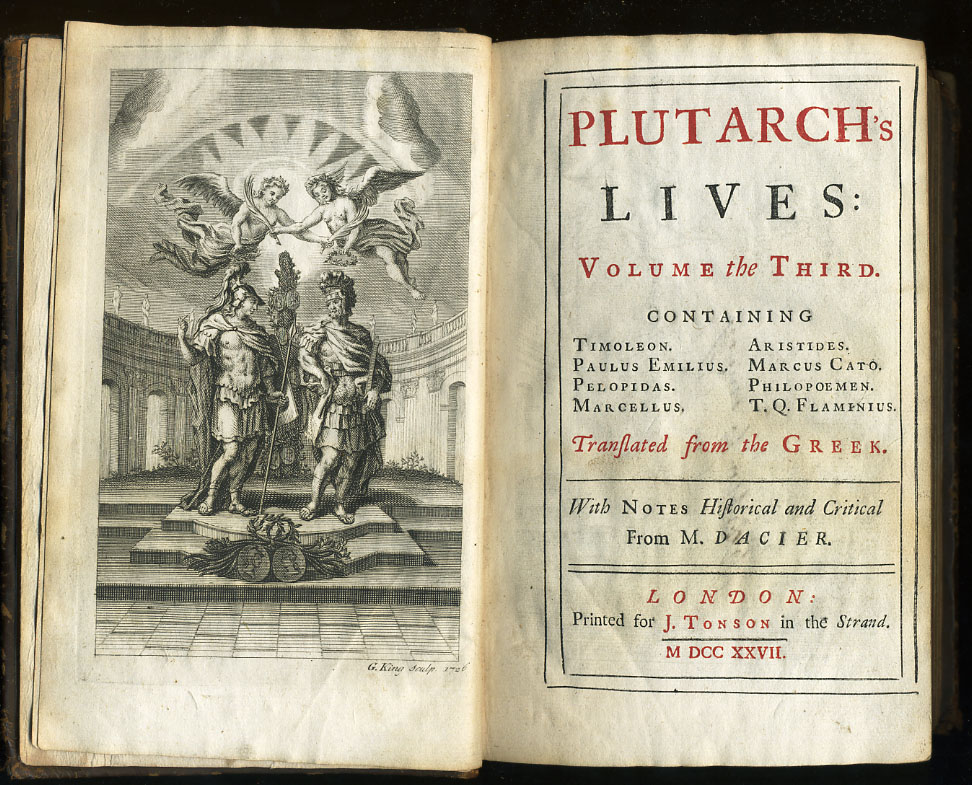
En engelsk utgåva av Jämförande levnadsteckningar från 1727.

Plutarchos hävdar att truppen bestod av 150 homosexuella par, som på grund av sin kärleksrelation blev bättre krigare. De avlönades av staten och övade ständigt med vapen. Förutom att försvara borgen deltog de även i regelrätta fältslag och bidrog till segern vid Tegyra 376 f.Kr. och Leuktra 371 f.Kr. Truppen besegrades och utplånades helt av Filip II av Makedonien i slaget vid Chaironeia 338 f.Kr. Ett sex meter högt stenlejon har rests i Chaironeia över en massgrav med 254 offer från den heliga skaran.